# Marika Griehsel
Marika Griehsel, född 20 maj 1963 i Farsta, Stockholm, är en svensk journalist, utrikeskorrespondent och dokumentärfilmare.

## Biografi
Griehsel var en av TV3-nyheters första nyhetsankare 1988 som sände från London. År 1990 blev Griehsel SVT:s korrespondent i Afrika och rapporterade om utvecklingen där under mer än tjugo års tid. Tillsammans med sin partner och make dokumentärfilmsfotografen Simon Stanford var de på plats när Nelson Mandela frigavs 1990, och har intervjuat honom flera gånger. De har bevakat den svåra förvandlingsprocessen från apartheid till demokrati och har framhållit hur Mandelas försoningspolitik räddat Sydafrika från inbördeskrig. 
Griehsel har regisserat flera filmer, däribland Kongoveteranerna, som är en berättelse om Sveriges första FN-soldater som blev en del av kalla kriget i 1960-talets Kongo. I FN-insatsen Kongobataljonen (1960–1964) tjänstgjorde över 6 000 man, varav 19 stupade. År 2012 åkte 20 veteraner tillbaka till Kongo, där återbesöket fick några av dem att öppna sig och berätta personliga berättelser om vad som hände där, och hur man efteråt handskats med upplevelserna.
Griehsel har återkommande haft uppdrag som ledare för samtal och debatter i nära samråd med uppdragsgivare som UD, Sida, Sipri, Utrikespolitiska institutet, Nordiska Afrikainstitutet, FOI med flera.
Griehsel har även varit programledare för Ring P1.
Sedan 2020 gör Griehsel inhopp som programledare på TV4 Nyheterna Live.

## Filmografi
- 1998 – Vision or Mirage - the struggle for freedom for Western Sahara ( regi och producent i samarbete med Simon Stanford  )
- 1999 – Den tysta döden - the aids epidemic i South Africa ( regi och producent i samarbetet med Simon Stanford  )
- 2004 – Afrikafararna - svenska emigranter till Sydafrika på 1860-talet ( regi och producent )
- 2005 – En kvinnas val (regi och producent )
- 2007 – Man is like a Duck (regi och producent i samarbete med Simon Stanford )
- 2010 – Kvinnornas krig (regi och producent )
- 2011 – Wallströms resolution (regi och producent )
- 2014 – Kongoveteranerna (regi)
- 2016 – Om du kommer härifrån - livet i ett flyktingläger ( regi och producent i samarbete med Lollo Jarnebrink)
- 2019 – Sahara Prison ( regi i samarbete med Simon Stanford )
- 2022 – A tree has fallen – remembering Archbishop Desmond Tutu[3]

## Utmärkelser
- 1994 – Ikarospris till de bästa produktionerna 1994 i TV-klassen, "för att med inlevelse, formkänsla och respekt ha gestaltat Afrikas dramatiska 1994 i nyhetsförmedlingen, från glädjen i Sydafrikas frigörelseprocess till tragedin i Rwanda".[4]
- 1995 – Årets Vilhelm Moberg-stipendiat, till journalister som utifrån en demokratisk grundsyn ger samhällsfrågorna en kritisk belysning.[5]
- 1999 – Publicistklubbens stora pris, till Marika Griehsel och hennes fotograf Simon Stanford.[6]